# Hamoşam
Hamoşam är en ort i Azerbajdzjan.   Den ligger i distriktet Astara Rayonu, i den södra delen av landet, 230 km sydväst om huvudstaden Baku. Hamoşam ligger 967 meter över havet och antalet invånare är 1 750.
Terrängen runt Hamoşam är kuperad österut, men västerut är den bergig. Närmaste större samhälle är Kizhaba, 19,0 km öster om Hamoşam. 
I omgivningarna runt Hamoşam växer i huvudsak blandskog. Runt Hamoşam är det ganska tätbefolkat, med 129 invånare per kvadratkilometer.